# پی. سی. کست
فیلیپ کریستین کست (به انگلیسی: Phyllis Christine Cast) معروف به پی. سی . کَست (زاده ۱۹۶۰) نویسنده‌ای آمریکایی در سبک عشقی و تخیلی است.
«پی سی کست» از سال ۲۰۰۵ کار نگارش سری رمان‌های خون‌آشامی «خانه شب» (House of Night) را همراه با دخترش «کریستین کاست» آغاز کرد و همین سری داستانی شهرت را برای او به ارمغان آورد. قهرمان اصلی این داستان «زویی» ۱۶ ساله نام دارد که ماجراهای مربوط به وی در یک مدرسه شبانه‌روزی موسوم به «خانه شب» در «تالسا» در اوکلاهما می‌گذرد.
این نویسنده آمریکایی ۱۵ سال به عنوان معلم دبیرستان مشغول کار بود و پس از آن خود را کاملاً وقف نوشتن کرد. وی اکنون همراه دخترش در اوکلاهما زندگی می‌کند. مجموعه «خانه شب» میلیون‌ها هوادار در ۴۰ کشور جهان پیدا کرده‌است.